# Šimskij rajon
Lo Šimskij rajon (in russo Шимский район?) è un rajon dell'Oblast' di Novgorod, nella Russia europea; il capoluogo è Šimsk. Istituito nel 1935, ricopre una superficie di 1.836,76 chilometri quadrati ed ospita una popolazione di circa 12.000 abitanti.